# Kumimanu

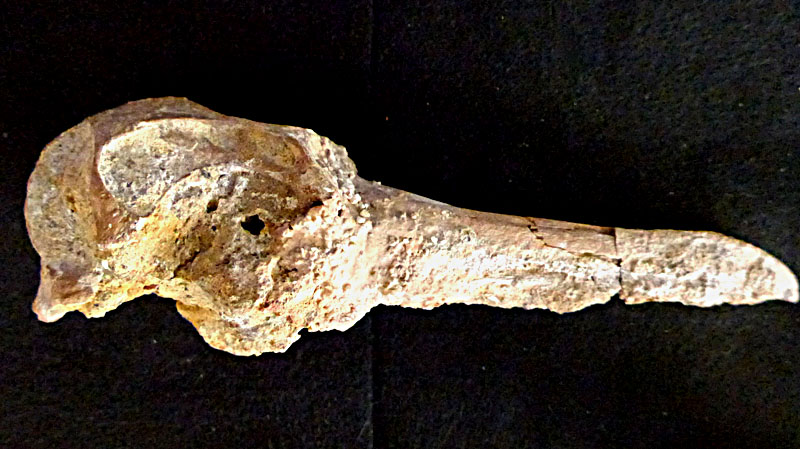
Pingvinskalle, fossil.

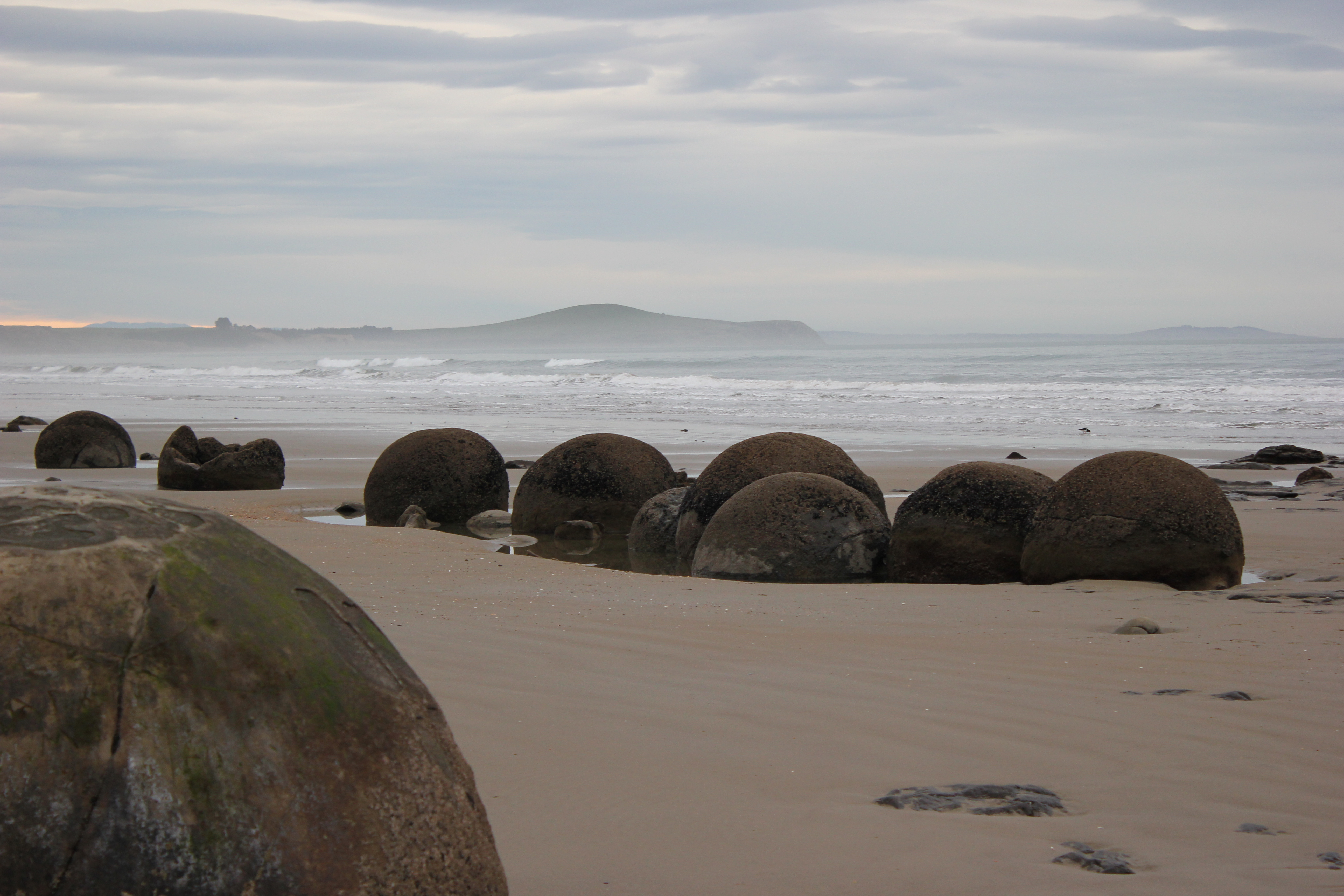
Hampden-stranden, Sydön.

Kumimanu är ett utdött släkte av stora pingviner.
Dess totala längd i simmande, utsträckt läge, var drygt 170 centimeter. Dess längd i stående ställning var cirka 140 centimeter. Den vägde omkring 100 kilogram. Kumimanu är den största av hittills kända pingvinarter. Den levde för omkring 56-60 miljoner år sedan, efter dinosauriernas tid.
Fossiler av Kumimanu har hittats på Nya Zeeland, vilket tillkännagavs av forskare den 12 december 2017. Fynden kommer från Hampden Beach i  Otago-regionen på Sydön, cirka 300 kilometer sydväst om Waipara Greensand i Canterury-regionen, där man tidigare hittat flera fossiler av andra pingvinarter.
Fågelns vetenskapliga namn ”kumimanu” härstammar från maoriernas språk och betyder ”monsterfågel”, uppger forskarna i den vetenskapliga tidskriften Nature Communications.
Två arter är beskrivna.
- Kumimanu biceae, Mayr, Scofield, De Pietri & Tennyson, 2017
- Kumimanu fordycei, Ksepka et al., 2023